# Лепушнік (Хунедоара)
Лепушнік (рум. Lăpușnic) — село у повіті Хунедоара в Румунії. Входить до складу комуни Добра.
Село розташоване на відстані 318 км на північний захід від Бухареста, 23 км на захід від Деви, 122 км на південний захід від Клуж-Напоки, 108 км на схід від Тімішоари.

## Населення
За даними перепису населення 2002 року у селі проживали 497 осіб.
Національний склад населення села:
| Національність | Кількість осіб | Відсоток |
| -------------- | -------------- | -------- |
| румуни         | 490            | 98,6%    |
| угорці         | 5              | 1,0%     |

Рідною мовою назвали:
| Мова      | Кількість осіб | Відсоток |
| --------- | -------------- | -------- |
| румунська | 492            | 99,0%    |
| угорська  | 5              | 1,0%     |